# Robert Jameson
Robert Jameson (Leith, juli 1774 - Edinburgh, 18 april 1854) was een Schots natuurvorser en mineraloog. Jameson werkte als Regius Professor aan de University of Edinburgh en was een bekend verzamelaar van dieren, planten, fossielen en mineralen voor het museum van die universiteit, dat in zijn tijd een van de grootste was van Europa. Onder Jamesons studenten bevond zich de later bekend geworden bioloog Charles Darwin.
Het mineraal jamesoniet is naar hem vernoemd.
- Bibliothèque nationale de France: cb14412954h (data)
- Gemeinsame Normdatei: 117611042
- International Standard Name Identifier: 0000 0001 1042 6222
- Library of Congress Control Number: n86084665
- Nationale bibliotheek van Australië: 35242196
- Nationale Bibliotheek van Israël: 987007280811105171
- Nederlandse Thesaurus van Auteursnamen: 175218153
- Istituto Centrale per il Catalogo Unico: NAPV090369
- LIBRIS: 173748
- SNAC: w6jt0j6c
- Système universitaire de documentation: 07713480X
- Trove: 878871
- Virtual International Authority File: 19895365
- WorldCat: E39PBJhdbDK6CXR6WCYhBmFYfq